# Saverio Ricci
Saverio Ricci (Avellino, 1960) è uno storico e saggista italiano, vincitore del Premio Viareggio edizione 2019 per la saggistica.

## Biografia
Responsabile nel 2001 delle attività dell'Istituto dell'Enciclopedia Italiana, in quell'anno diventa titolare della cattedra di storia della filosofia all'Università degli Studi della Tuscia di Viterbo.

## Opere
- Il 1848 a Napoli. I protagonisti, la città, il Parlamento, Napoli, Casa Editrice Fausto Fiorentino, 1994.
- Giordano Bruno nell'Europa del Cinquecento, Roma, Salerno Editrice, 2000. ISBN 978-88-8402-297-4
- Campanella. Apocalisse e governo universale, Roma, Salerno Editrice, 2018, ISBN 978-88-6973-299-7[2]